# Casc de punta
El casc de punta (en alemany Pickelhaube) era un tipus de casc militar --a voltes també policial-- de bomba arrodonida (a voltes una mica acampanada), amb viseres frontal i posterior i el cim ornat amb una cresta rematada en punta. Com altres cascos vuitcentistes, tenia aspecte metàl·lic, però en realitat estava fet de cuir premsat o materials afins. En campanya l'exèrcit alemany el dugué cobert amb una funda de roba des del 1892.

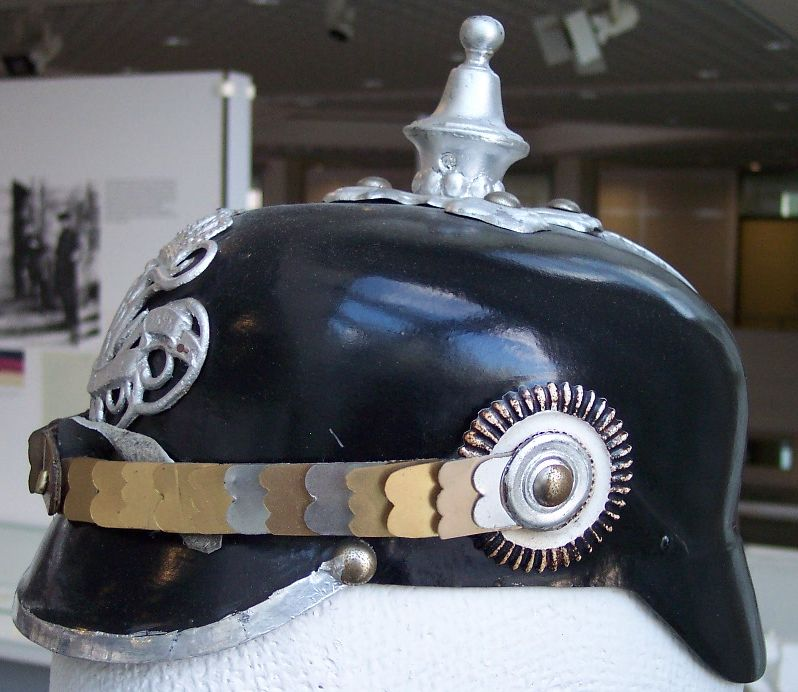
Casc de punta de policia prussià; el disseny, però, és força anàleg a la versió militar

Casc de punta és una designació tipològica de caràcter genèrico-descriptiu, com, de fet, és també l'alemany Pickelhaube. En català, doncs, no té sentit emprar la forma alemanya com a designació genèrica, i menys encara en referència a exèrcits de llengua no alemanya (similarment s'esdevé amb el terme alemany Stahlhelm, que no és tampoc cap nom propi d'un disseny concret). És incorrecta la forma "casc de punxa", usada col·loquialment alguna volta.
Paradoxalment, el casc de punta, prototípicament alemany, fou invenció russa; segons sembla, disseny personal del tsar Nicolau I. Frederic Guillem IV de Prússia l'hauria conegut en l'estadi de prototip, en visita al seu col·lega rus, i cuità a copiar-lo i a adoptar-lo oficialment, mentre que l'exèrcit rus s'hi retardà uns anys.
En tot cas, el casc de punta fou adoptat per l'exèrcit prussià el 1842 com a lligadura de campanya, per a tots els graus, en substitució del xacó; com que això coincidí amb la substitució de la casaca per la guerrera, la silueta del soldat prussià en sortí profundament transformada. El casc de punta hi continuaria ininterrompudament en aquest ús fins al 1916, amb múltiples variants de disseny concret segons les armes o unitats, i també segons els períodes.
De seguida el casc de punta esdevingué emblemàtic de l'exèrcit prussià (i del militarisme prussià), i, a mesura que en cresqué el prestigi a base de victòries fulminants, es convertí en un element a tenir en compte en la moda militar internacional. D'antuvi fou adoptat pels estats alemanys pro-prussians. A Rússia fou la lligadura universal de campanya de 1844 a 1855, en què es retornà al xacó. Molts altres exèrcits adoptaren el casc de punta, fos durant un període breu o llarg; per a tot l'exèrcit o per a determinades armes o unitats; per a campanya o per a gala. En un o altre d'aquests casos hi hagué Portugal, Espanya, Dinamarca, Suècia-Noruega, Grècia, Romania, els EUA, el Brasil, diverses repúbliques hispanoamericanes, etc., etc.
De forma simptomàtica, França, el Regne Unit i Àustria (i després Àustria-Hongria) evitaren minuciosament el casc de punta. El més similar en termes britànics fou un dels models de casc colonial que rematava en punta.
En fundar-se l'Imperi alemany (1871) sota hegemonia prussiana i amb exclusió d'Àustria, el nou exèrcit imperial alemany assumí la tradició prussiana i, amb aquesta, el casc de punta.

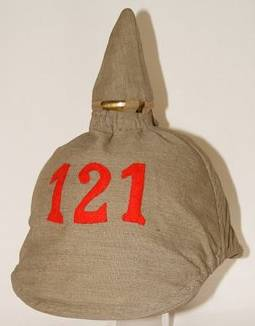
Casc de punta de l'exèrcit alemany amb funda de campanya

Iniciada la Primera Guerra Mundial, el casc de punta es revelà inútil com a protecció en les noves condicions de combat, i, alhora, massa conspicu, sobretot per a la lluita de trinxera. El setembre de 1915 se li retirà la punta en campanya. El 1916, finalment, fou substituït pel nou casc d'acer (Stahlhelm) model 1916. Restaria encara per a rereguarda, i per a ús a l'interior d'Alemanya, fins a la fi de la guerra i l'enfonsament de la monarquia (novembre 1918), quan fou abolit.
Entre la segona meitat del segle xix i inicis del segle xx, la policia uniformada de molts estats duia cascos de punta, els quals acabaren de passar de moda arran de la derrota alemanya en la Primera Guerra Mundial. A Alemanya mateix, la República de Weimar substituí el casc de punta policial, massa vinculat al règim anterior, per un xacó d'alçada mitjana, que esdevindria característic del cos.